# 劉敷 (景泰進士)
劉敷（1421年—1502年），字叔榮，江西吉安府永新縣人，民籍，明朝政治人物。同進士出身。

## 生平
順天府鄉試第九名。景泰二年（1451年）辛未科會試第一百五十九名，殿試登進士第三甲第九名。景泰三年（1452年），授南京監察御史。

## 家族
曾祖劉子桓。祖父劉晏成。父劉道麟。